# Simonas Bilis
Simonas Bilis, född 11 november 1993 i Panevėžys, är en litauisk simmare.

## Karriär
Bilis tävlade i tre grenar för Litauen vid olympiska sommarspelen 2016 i Rio de Janeiro. Han slutade på 8:e plats på 50  meter frisim och blev utslagen i försöksheatet på 100 meter frisim. Bilis var även en del av Litauens lag som blev utslagna i försöksheatet på 4 x 100 meter medley.
Vid olympiska sommarspelen 2020 i Tokyo var Bilis en del av Litauens lag på 4×100 meter medley som blev diskvalificerade i försöksheatet.